# Trilux
Die TRILUX GmbH & Co. KG (Eigenschreibweise: TRILUX) mit Sitz im sauerländischen Arnsberg entwickelt und produziert Lichtlösungen für professionelle Beleuchtung in den Anwendungsbereichen Office, Industrie und Outdoor sowie Einzelhandel.

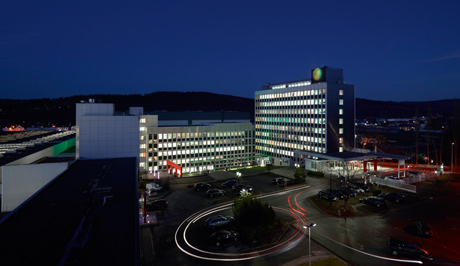
Trilux-Werk I am Standort Arnsberg (2012)

Der Name Trilux (von griechisch tri ‚drei‘ und lux ‚Licht‘) rührt von selbst entwickelten sogenannten Langfeldleuchten her, mit denen bei gleicher Leistungsaufnahme gegenüber der konventionellen Glühlampe eine dreifache Lichtausbeute möglich war.

## Geschichte

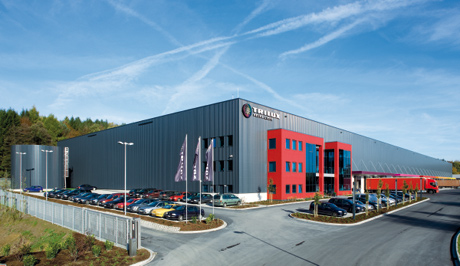
Das Logistikzentrum EDC im Gewerbegebiet Wiebelsheide (2011)

Im Jahr 1912 wurde das Unternehmen in Menden (Sauerland) von Wilhelm Lenze gegründet und befasste sich ursprünglich mit der Produktion von Zubehörteilen für die Leuchtenindustrie sowie einfachen Rohrpendel- und Wandleuchten für Gas- und elektrische Beleuchtung. Die Fertigungsstätten in einem Anbau am Wohnhaus erreichten Anfang der 1930er Jahre ihre Kapazitätsgrenze, weshalb das Unternehmen den Sitz 1934 nach Hüsten (heute Arnsberg) verlagerte und das Herstellungsprogramm um Wohnraumleuchten ausweitete. Zu dieser Zeit hatte das Unternehmen etwa 50 Beschäftigte.
Während der Zeit des Nationalsozialismus hatten Wilhelm Lenze und sein Sohn Eberhard erhebliche Probleme mit dem Regime. Beide wurden am 20. August 1933 wegen Beleidigung der Reichsregierung verhaftet. Zwar wurden sie bald freigelassen, aber die örtliche Parteileitung stand dem Unternehmen kritisch gegenüber. Der Rüstungsobmann des Rüstungskommandos Lüdenscheid ordnete 1944 die Enteignung und Schließung des Unternehmens wegen angeblich schlechter Leistungen an. Erst nachdem Eberhard Lenze erfolgreich bei der Rüstungsinspektion Münster interveniert hatte, wurde die Anordnung zurückgenommen. Die Produktionsstätten wurden im März 1945 durch Bomben zerstört.

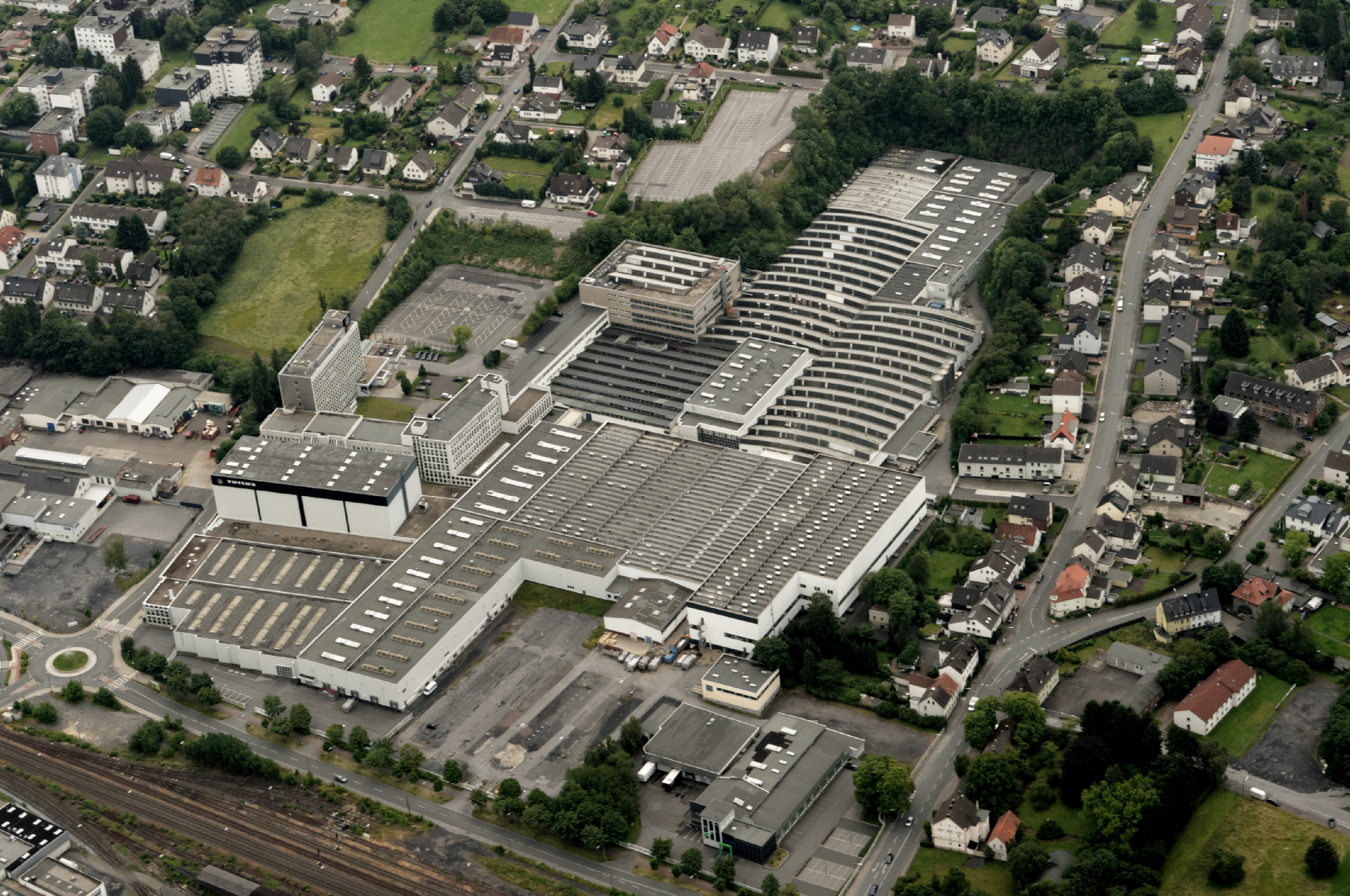
Luftaufnahme des Trilux-Werks in Hüsten

Die Wiederaufnahme des Betriebs erfolgte im Jahr 1948 durch Wilhelm Lenze und seine Söhne Eberhard, Franz und Wilhelm. Das Unternehmen expandierte in den Wirtschaftswunderjahren durch die Fertigung von technischen Leuchten für Niederspannungsleuchtstofflampen („Langfeldleuchten“). Im Jahr 1949 wurde die Produktion von Glühlampenleuchten völlig aufgegeben, lediglich die Langfeldleuchten fanden sich noch im Produktprogramm. Auf Grund der weiter steigenden Nachfrage mussten die Produktionsstätten ein weiteres Mal vergrößert werden. Ferner wurde das Produktprogramm um Leuchten für Gasentladungslampen und Straßenleuchten erweitert. Im Jahr 1952 arbeiteten im Unternehmen etwa 250 Personen. Neben dem nationalen Markt wandte Trilux sich immer stärker auch dem internationalen Geschäft zu. Anknüpfend an die frühen Kontakte von Wilhelm Lenze entstand ein dichtes Netz von Handelsvertretungen in Europa. Die Zahl der Mitarbeiter stieg bis 1962 auf 750 Personen an. Seit 1963 beschäftigte sich das Unternehmen auch mit Lichtlösungen im medizinischen Bereich. Der Umsatz erhöhte sich innerhalb von zehn Jahren von fünf auf 35 Millionen DM. Zur großen 50-jährigen Jubiläumsfeier 1962 hielt Ludwig Erhard, der damalige Bundeswirtschaftsminister, die Festansprache. Im Jahr 1984 übernahm Trilux das Schweizer Unternehmen BAG. Eberhard Lenze starb 1985. Das Unternehmen zählte zu diesem Zeitpunkt zu den drei bedeutendsten Herstellern von professionellen Leuchtensystemen.
75 Jahre nach Gründung des Unternehmens, 1987, wurde in den Verwaltungsgebäuden das Trilux-Lichtinformationszentrum eingerichtet, das neben der Präsentation zahlreicher Produkte und Lichtlösungen auch einen eigenen Hörsaal mit 100 Plätzen umfasst. Die Aktivitäten des Unternehmens wurden im Fachbereich Feuchtraumtechnologie mit der Akquisition des Unternehmens Zalux S.A. in Saragossa gefördert.
Nach dem Rückzug der Familie Lenze aus dem operativen Geschäft übernahm im Jahr 2006 Michael Huber als Generalbevollmächtigter die Geschäftsleitung. Er hat dieselbe Position auch bei Veltins inne. Nach der Übernahme der Geschäfte durch Huber investierte das Unternehmen in erheblichem Maße, steigerte den Umsatz und übernahm weitere Betriebe.
Im Bereich der Shop- und Retailbeleuchtung besitzt Trilux seit 2007 die Oktalite Lichttechnik GmbH in Köln. Außerdem wurde im selben Jahr der Außenleuchtenspezialist DZ Licht mit Sitz in Fröndenberg erworben. Seit Ende 2008 gehören auch Teilbereiche des ostwestfälischen Herstellers von Elektronikkomponenten Hüco zur Trilux-Gruppe. Im selben Jahr wurde das European Distribution Center (EDC) im Gewerbegebiet Wiebelsheide, Arnsberg, eröffnet. Im Jahr 2010 übernahm Trilux den Sonderleuchten-Hersteller RSL. Der Geschäftsbereich Medizintechnik wurde 2015 an die MGI Deutschland Holding verkauft.
Im Arnsberger Hauptsitz beschäftigt das Unternehmen derzeit rund 1500 Angestellte, deutschlandweit sind es 1.700. Neben dem Hauptwerk befindet sich dort außerdem die zum Unternehmen gehörende BAG electronics, die elektronische Bauteile herstellt. Weltweit beschäftigt die Trilux-Gruppe rund 5000 Personen.

## Internationales Geschäft
Die ersten Gesellschaften für den Leuchtenvertrieb wurden im benachbarten Ausland bereits Ende der 1950er Jahre gegründet. Nach und nach entstanden in Europa Trilux-Vertriebsgesellschaften: Heute gehören die rechtlich selbständigen Gesellschaften in Österreich, Belgien, Schweiz, Tschechien, Spanien, Frankreich, Großbritannien, Ungarn, Italien, Niederlande, Norwegen, Polen und der Slowakei zur Trilux-Gruppe. Über weitere Distributoren sind Trilux-Produkte und -Dienstleistungen unter anderem in Südost-Asien, dem Mittleren Osten, den Vereinigten Staaten sowie Australien und Neuseeland verfügbar.

## Sponsoring
In der Rennserie DTM engagiert sich Trilux seit der Saison 2007 als einer der Hauptsponsoren. Unterstützt wurde 2007 der österreichische Fahrer Mathias Lauda, Sohn des dreimaligen Formel-1-Weltmeisters Niki Lauda. 2009 ging Ralf Schumacher in der zweiten Saison als Fahrer des Teams Trilux AMG Mercedes mit einer Mercedes-C-Klasse an den Start. Zudem ist Trilux ein Partner der Iserlohn Roosters aus der DEL und sogenannter Exclusivpartner des deutschen Fußball-Bundesligisten VfL Wolfsburg.

## Erfolge im Betriebssport
Im Juni 2009 wurde in Kroatien die Europameisterschaft der Betriebssportgemeinschaften für Hallenfußball gewonnen. Unter den ausgeschriebenen 21 Betriebssportarten ging der Hallenfußball-Titel an die BSG Trilux, nachdem 2005 nur das Achtelfinale der EM erreicht werden konnte. Dieser Erfolg ist der bisherige Höhepunkt eines langjährigen Engagements auf Meisterschaftsturnieren von Betriebsfußballmannschaften. So konnte unter anderem bereits 2006 und 2008 die deutsche Betriebssportmeisterschaft im Hallenfußball errungen werden. Im Jahr 2011 gewann die BSG Trilux erneut die deutsche Meisterschaft. Auch bei der Europameisterschaft konnte das Team an diese Leistung anknüpfen und wurde Sieger des Turnieres. Drei nationale Titel und zwei EM-Titel machen das Team zum Rekordmeister im Betriebssport.
Am 5. März 2012 holte die BSG zum vierten Mal den deutschen Meistertitel im Hallenfußball.